# Modelo de innovación de triple hélice
El modelo de innovación de triple hélice se refiere a un conjunto de interacciones entre la academia, la industria y los gobiernos, para fomentar el desarrollo económico y social. Este marco fue teorizado por Henry Etzkowitz y Loet Leydesdorff en los años 1990s, con la publicación de “The Triple Helix, University-Industry-Government Relations: A laboratory for Knowledge-Based Economic Development”. Las interacciones entre universidades, industrias y gobiernos han dado lugar a nuevas instituciones intermediarias, como oficinas de transferencia de tecnología y parques científicos. La triple hélice también refiere a la adaptación por parte de cada institución.

## Tres componentes
El modelo de innovación de triple hélice, según la teoría de Etzkowitz y Leydesdorff, se basa en las interacciones entre los tres elementos siguientes y su "función inicial" asociada: universidades que se dedican a la investigación básica, industrias que producen bienes comerciales y gobiernos que regulan los mercados. A medida que aumentan las interacciones dentro de este marco, cada componente evoluciona para adoptar algunas características de la otra institución, lo que da lugar a instituciones híbridas. Existen interacciones bilaterales entre la universidad, la industria y el gobierno.

### Interacciones universidad-industria
Etzkowitz y Leydesdorff sostienen que el papel inicial de las universidades es proporcionar educación a las personas e investigación básica. Por lo tanto, las interacciones entre la universidad y la industria giran inicialmente en torno a esos dos elementos. En un modelo lineal de innovación, se supone que las universidades deben proporcionar la investigación sobre la cual se basará la industria para producir bienes comerciales. Las otras interacciones se llevan a cabo a través de la participación de los gerentes de la industria y los investigadores de universidad, en ambos sectores. Según Etzkowitz, la transferencia de personas entre la universidad y la industria constituye una transferencia de conocimiento muy importante. Esto puede ser un movimiento permanente en una dirección u otra, o en otros casos, carreras completas pasadas entre las dos esferas. Un ejemplo es el de Carl Djerassi, un director de investigación de una compañía farmacéutica que se unió a la Universidad de Stanford mientras continuaba su actividad industrial.
Sin embargo, otros estudios han señalado que las actividades de consultoría de miembros de la facultad también podrían tener inconvenientes, como un enfoque reduccionista en la educación de los estudiantes o posibles conflictos de intereses relacionados con el uso de los recursos de la universidad en beneficio de la industria. La transferencia adicional de conocimiento entre la universidad y la industria ocurre a través de comunicaciones informales, conferencias o interés industrial en publicaciones universitarias. Otro tipo de interacción, por ejemplo, es la creación de programas cooperativos, como el curso MIT-General Electric, cuyo objetivo es integrar un enfoque industrial en el currículo de los estudiantes.

### Interacciones universidad-gobierno
La fuerza de las interacciones entre el gobierno y las universidades depende de la relación general del gobierno con la política hacia la educación superior. El modelo de Etzkowitz y Leydesdorff utiliza un espectro para definir el alcance de estas interacciones. Por un lado, cuando la educación superior es en gran parte pública, como en Europa occidental continental, el gobierno tiene una mayor influencia en las universidades y en la investigación que realizan al ser la principal fuente de financiación. Por otro lado, del espectro, típicamente asociado con los Estados Unidos, las universidades tienen un mayor grado de independencia de la influencia del gobierno, aunque también reciben fondos. Sin embargo, los dos extremos de este espectro se usan como tipos ideales que no reflejan necesariamente la realidad. Las circunstancias cambiantes pueden empujar al gobierno a crear lazos más estrechos con la academia, por ejemplo en tiempos de guerra, y/o mediante el financiamiento de disciplinas estratégicas, como la física.

### Interacciones gobierno-industria
La relación entre los gobiernos y la industria depende de la actitud del gobierno hacia el mercado. En las economías liberales, el papel del gobierno se limitará a evitar fallas del mercado. Por otro lado, cuando el gobierno está más involucrado en la economía, el papel del gobierno es la regulación de la industria. Estos también son dos extremos de un espectro, dejando espacio para una variación sustancial, según las circunstancias y disciplinas. Por ejemplo, como lo señaló Bhaven Sampat, en la década de 1960, el gobierno creó un reglamento para evitar patentar u otorgar licencias industriales a la investigación universitaria financiada por los Institutos Nacionales de Salud. Un papel clave del gobierno en su interacción con la industria es el establecimiento de la ley de propiedad intelectual y su aplicación.

### Fuerza de interacción
Etzkowitz y Leydesdorff inicialmente argumentaron que la fuerza de las interacciones entre los gobiernos, la industria y la universidad depende de qué componente sea la fuerza impulsora en el marco. En un modelo estatista, un estado fuerte está impulsando las interacciones entre los tres componentes en una implementación de arriba hacia abajo. Crea lazos más fuertes y un modelo más integrado. En un modelo de laissez-faire, en el que la industria y las fuerzas del mercado son las fuerzas principales, los lazos son más débiles y cada institución tiende a permanecer muy independiente. Sin embargo, la distinción entre los dos modelos no siempre es clara, ya que el gobierno puede optar por adoptar una postura fuerte o débil según el contexto y la industria. En un artículo reciente, Etzkowitz enfatizó que el cambio hacia una sociedad basada en el conocimiento le ha dado un papel más importante a las universidades. De hecho, como la innovación se basa cada vez más en el conocimiento científico, el papel de las universidades como creadores de conocimiento es más valioso. Como resultado, argumenta que la universidad, la industria y el gobierno son más iguales, y que ningún elemento en particular es necesariamente la fuerza impulsora del modelo de innovación de triple hélice.

## Evolución e hibridación
El modelo de innovación de triple hélice también borró los límites de los roles básicos tradicionales de la universidad, la industria y el gobierno. Según Etzkowitz y Leydesdorff, este es el segundo paso en el marco de la triple hélice de la innovación. Por ejemplo, participar cada vez más en actividades comerciales a través de patentes y licencias, yendo más allá de la producción de investigación básica. El siguiente paso es la aparición de intermediarios entre los tres elementos, así como la hibridación de las tres entidades. Sin embargo, cada entidad conserva una fuerte primacía en su campo original de experiencia: la universidad sigue siendo la principal fuente de producción de conocimiento, la industria es el principal vehículo de comercialización y el gobierno conserva su función reguladora.
Las oficinas de transferencia de tecnología han sido establecidas por las universidades para fomentar la transformación de la investigación básica o aplicada de la universidad con un valor comercial en los bienes comerciales. Uno de los objetivos de las OTT es crear algunos ingresos para la universidad, mejorando así su papel como actor económico. Sin embargo, la rentabilidad promedio de las OTT sigue siendo muy baja. Por ejemplo, los ingresos obtenidos a través de la licencia de patentes otorgadas por las OTT en las universidades estadounidenses son, en promedio, diez veces mayores que para las OTT europeas de acuerdo con la Plataforma de Política de Innovación. Los parques científicos también han surgido como resultado de la colaboración de industrias y universidades con el gobierno. Pueden derivarse de la iniciativa de una región industrial para modernizarse con el impulso de una universidad. Por otro lado, pueden ser el resultado de una iniciativa universitaria para atraer a la industria, como fue el caso con el desarrollo del parque científico de Stanford alrededor de la universidad o el Triángulo de Investigación en Carolina del Norte.
La 'universidad emprendedora' es otro elemento híbrido que Etzkowitz define en torno a los siguientes elementos: la capitalización del conocimiento, lazos fuertes con la industria y los gobiernos, un alto grado de independencia y la evolución permanente de las relaciones entre universidades, industria y gobierno. Etzkowitz reconoce al MIT como un gran ejemplo de una "universidad emprendedora".

### Modelo de cuádruple hélice
El modelo de cuádruple hélice agrega un cuarto componente al marco de interacciones entre la universidad, la industria y el gobierno: la sociedad civil y los medios. Primero fue sugerido por Elias G. Carayannis y David F.J. Campbell en "'Modo 3' y 'Cuádruple Hélice': hacia un ecosistema de innovación fractal del siglo XXI". El objetivo es cerrar las brechas entre la innovación y la sociedad civil. De hecho, este marco afirma que bajo el modelo de triple hélice, las tecnologías emergentes no siempre coinciden con las demandas y necesidades de la sociedad, lo que limita su impacto potencial. Este marco enfatiza la responsabilidad social de las universidades, además de su papel de educación e investigación de conducción. Este es el enfoque que la Unión Europea se propone adoptar para el desarrollo de una sociedad competitiva basada en el conocimiento.
En Chile, la Universidad Católica del Norte (UCN), movida por el interés de incentivar la innovación social, en especial, los emprendimientos que generen ingresos y a su vez que aporten a mejorar las condiciones de vida de la región, se dio en la tarea de profundizar el conocimiento y la aplicación del modelo Triple Hélice, desarrollado por Henry Etzkowitz. Dicho modelo establece la relación entre la academia, el gobierno y el sector privado. A partir de este desarrollo, el proyecto de la UCN lo amplió y muy acertadamente, colocó en la base de la inspiración de la innovación social a la sociedad civil y lo más importante a la propia comunidad, no sólo como beneficiaria sino como un actor activo, que conoce sus problemas y tiene capacidad de analizar la viabilidad de las soluciones alternativas, que surgen de la academia.  Siendo así, la Universidad ha creado un nuevo modelo, el de MultiHélice, enriqueciendo el anterior, al incluir dos componentes vitales para el éxito de cualquier innovación social.  

## Triple hélice y elaboración de políticas
El modelo de triple hélice se ha utilizado como una lente a través de la cual se pueden analizar las relaciones en evolución entre la universidad, la industria y el gobierno. Pero de acuerdo con Etzkowitz y Leydesdorff, también puede ser una herramienta de elaboración de políticas. Por ejemplo, después del final de la era soviética, se implementaron políticas inspiradas en la triple hélice en Europa del Este para promover su crecimiento. En Suecia, la política de triple hélice tuvo como objetivo vincular iniciativas de innovación a diferentes escalas para aumentar su eficiencia general. Enfatizan la pertinencia de implementar este modelo para regiones y países en desarrollo.

## Críticas
El modelo de la triple hélice como una herramienta de formulación de políticas para el crecimiento económico y el desarrollo regional ha sido criticado por algunos estudiosos. Una crítica principal es que el marco de Etzkowitz y Leydesdorff se desarrolló dentro de los países occidentales desarrollados, lo que significa que se basa en un conjunto particular de infraestructuras y bajo ciertas circunstancias. Por ejemplo, el modelo da por sentado que las actividades intensivas en conocimiento están relacionadas con el crecimiento económico, que los derechos de propiedad intelectual estarán protegidos y que el estado tiene una cultura democrática y orientada al mercado. Por lo tanto, según los críticos, el modelo de triple hélice no es una herramienta relevante para la formulación de políticas para los países en desarrollo donde al menos una de estas condiciones falta. La crítica académica adicional del modelo se centra en las condiciones que permiten la implementación de una política de innovación de triple hélice. Argumenta que el modelo de Etzkowitz y Leydesdorff es demasiado vago y da por sentadas las condiciones previas necesarias dentro de su modelo.